# Juncal Ballestín
Juncal Ballestín Sebastián (Vitoria, 1 de septiembre de 1953- Vitoria, 1 de mayo de 2015) fue una escultora, grabadora, pintora y profesora de arte española.

## Biografía
Desde niña se interesó por el dibujo y el trabajo con materiales diversos. De joven inició su formación artística en la academia del retratista y profesor de pintura José Luis Gonzalo Bilbao y más tarde del vanguardista alavés Rafael Lafuente en la Escuela de Artes y Oficios de Vitoria. Se incorporó a la  Escuela Superior de Bellas Artes de Bilbao donde se licenció y especializó en grabado y pintura.

## Trayectoria
Su estudio de trabajo lo estableció en el concejo de Otazu. Inició su carrera artística exponiendo en los años 1970 en diferentes galerías de la capital alavesa (Eder Arte, Araba, ...) y en la bilbaína Galería Recalde. También participó en varias exposiciones colectivas itinerantes entre finales de los años 1970 y principios de los ochenta, como Cuatro pintores de Álava que recorrió Vitoria, Bilbao y San Sebastián (1980) o Geométricos Vascos (1983), presente en los museos de Bellas Artes de Bilbao, de Vitoria y en la capital navarra, Pamplona. En aquellos años también participó en una exposición colectiva de artistas vascos en Praga. Junto a su actividad artística, fue profesora de la Escuela de Bellas Artes de Bilbao.
Hasta mediados de los años 1990 no realizó ninguna nueva exposición individual, que retoma en Sala Amárica, Sala Olaguibel y Trayecto Galería, para volver con fuerza su obras y exposiciones en el siglo XXI con Juncal Ballestín: apología y dependencia (2005), Juncal Ballestín: pintura, pensamiento (2008) o De qué hablamos cuando hablamos de […] (Valencia, 2012). Otras ciudades españolas que pudieron ver expuesta su obra fueron Burgos, Cuenca, Logroño, Madrid, Salamanca y Zamora. También participó en exposiciones con otros artistas en Kawaguchi, Japón; en Turín, Italia o en París, Francia. Además de en colecciones privadas, su obra permanece en ARTIUM, en la Biblioteca Nacional de España y en el Museo Nacional de Nicaragua, entre otros espacios públicos.
En el año 2021, el Museo ARTIUM acogió la exposición Juncal Ballestín. La vida como ejercicio, con una selección de distintas series de pinturas, objetos e instalaciones, algunas de ellas inéditas. La muestra nace de la donación en forma de legado solidario del patrimonio de la artista vitoriana a la ONG Anesvad.

## Premios y reconocimientos
- Desde 2021 el Museo ARTIUM de arte contemporáneo convoca una beca internacional de investigación que lleva su nombre.[8]
- En 2022, el Ayuntamiento de Vitoria puso su nombre a la plaza del Artium.[9]